# Tusitala discibulba
Tusitala discibulba är en spindelart som beskrevs av Lodovico di Caporiacco 1941. Tusitala discibulba ingår i släktet Tusitala och familjen hoppspindlar. Inga underarter finns listade i Catalogue of Life.